# Driver: Renegade 3D
Driver: Renegade 3D (Driver: Renegade en Amérique du Nord) est un jeu vidéo de course développé par Velez & Dubail et édité par Ubisoft, sorti en 2011 sur Nintendo 3DS.

## Accueil
- Famitsu : 27/40[1]
- GameSpot : 3,5/10[2]
- Jeuxvideo.com : 7/20[3]